# Brauner Stachelkäfer
Der Braune Stachelkäfer (Dicladispa testacea) ist ein Käfer aus der Familie der Blattkäfer (Chrysomelidae).

## Beschreibung
Der Braune Stachelkäfer wird 4–5 Millimeter lang, besitzt eine braune Grundfärbung sowie eine igelartig mit Stacheln besetzte Flügeldecke und Halsschild. Der etwas kleinere Schwarze Stachelkäfer (Hispa atra) unterscheidet sich von dieser Art nur durch seine schwarze Färbung. Der Stachelkäfer mit dem wiss. Namen Mordella aculeata ist mit ihnen nicht verwandt.

## Verbreitung und Lebensweise
Der Stachelkäfer ahmt mit seinen zahlreichen, über den ganzen Körper verteilten dornartigen Fortsätzen kleine Früchte von Gewächsen nach. Er bewohnt trockene, grasbestandene Stellen. Die Larven minieren in Gräsern. Stellenweise recht häufig findet man ihn auf Sträuchern im Mittelmeergebiet, in Mitteleuropa fehlt die Art.